# Ухарский, Виктор Александрович
Виктор Александрович Ухарский (1931, дер. Чекан, Ютазинский район, Татарская АССР, РСФСР — 9 февраля 2016, Октябрьский, Башкортостан, Российская Федерация) — советский спортсмен-борец, тренер. Мастер спорта СССР, основатель клуба по греко-римской борьбе в городе Октябрьский.

## Биография
Родился в деревне Чекан Ютазинского района Татарской АССР. Там же окончил семь классов школы. В годы Великой Отечественной войны он работал в колхозе, а по окончании войны уехал в город Октябрьский БАССР.
С 1951 года служил в армии в 100-й воздушно-десантной дивизии, дислоцированной в городе Кривой Рог Украинской ССР. В армии занимался спортом, став победителем первенства части, города, области.
В 1955 году уехал в Уфу. Здесь на чемпионате БАССР по классической борьбе стал чемпионом.
Оставшись жить в столице Башкирии, Ухарский стал старшим тренером спортивного общества «Энергия», готовил команду добровольного спортивного общества «Энергия» к чемпионату страны, сам занимался классической борьбой.
В течение 1955 года одержал 10 побед над мастерами спорта СССР и выполнил требования Единой всероссийской спортивной классификации ЕВСК для присвоения звания мастера спорта.
В 1956 году по просьбе Государственного комитета по физической культуре и спорту БАССР уехал в город Октябрьский работать тренером по классической и вольной борьбе. За годы работы тренером Ухарский воспитал около 70 мастеров спорта СССР и России.

## Достижения
Являлся семикратным чемпионом Башкирии по классической борьбе, пять раз по вольной борьбе. Был победителем Всесоюзных соревнований по вольной и классической борьбе.
Как тренер, он вывел сборную команду города Октябрьский по классической и вольной борьбе в победители республиканских спартакиад и чемпионатов, за что отмечен почётным знаком «Лучший тренер Башкирии».

## Воспитанники
Среди воспитанников Виктора Ухарского:
- мастер спорта международного класса СССР Риф Гайнанов, победитель Кубка мира по греко-римской борьбе
- мастер спорта СССР, неоднократный чемпион Башкирии, чемпион Всесоюзного спортобщества «Энергия» Хамза Гарипов
- чемпион СССР среди школьников по вольной борьбе Шамиль Фаткуллин
- чемпион Башкирии, призёр первенства СССР среди юношей Виктор Поганкин
- неоднократный победитель первенств Башкирии среди юношей Александр Лихманов
- победитель первенства Башкирии Александр Беляев
- чемпион Башкирии и Литвы Альфред Юсупов
- призёр чемпионата российского спортобщества «Труд» Александр Золотухин
- призёр первенств Башкирии Флюра Уметбаева
- многократный чемпион Башкирии по классической и вольной борьбе Павел Макаров
- мастер спорта СССР Флюр Давлетгареев

## Память
С 2010 года в городе Октябрьском Республики Башкортастан проводится Открытый личный Республиканский турнир по греко-римской борьбе на приз Ухарского Виктора Александровича.